# Marele Premiu al Marii Britanii din 2020
Marele Premiu al Marii Britanii din 2020 (cunoscut oficial ca Formula 1 Pirelli British Grand Prix 2020) a fost o cursă auto de Formula 1 ce s-a desfășurat pe 2 august 2020 în Silverstone, Marea Britanie. Cursa a fost cea de-a patra etapă a Campionatului Mondial de Formula 1 din 2020. A fost pentru a șaptezeci și una oară când s-a desfășurat o etapă de Formula 1 în Marea Britanie. Cursa a fost prima dintre cele două curse consecutive de Formula 1 de la Silverstone în 2020, cu Marele Premiu al Aniversării de 70 de ani care a urmat o săptămână mai târziu. Hamilton a câștigat cursa, fiind a treia sa victorie succesivă din sezonul 2020 și a patra a echipei Mercedes.

## Pneuri

### Pneurile programate de Pirelli pentru cursă
| Numele compusului | Culoare | Culoare | Condițiile meteo | Aderență | Durabilitate |
| ----------------- | ------- | ------- | ---------------- | -------- | ------------ |
| Dur C1            | H       |         | Uscat            | Mică     | Mare         |
| Mediu C2          | M       |         | Uscat            | Medie    | Medie        |
| Moale C3          | S       |         | Uscat            | Mare     | Mică         |
| Intermediar       | I       |         | Ploaie ușoară    |          |              |
| Ploaie            | W       |         | Ploaie           |          |              |

### Cele mai folosite pneuri
| Numele compusului | Culoare | Culoare | Numărul de tururi                                                            | Condițiile meteo |
| ----------------- | ------- | ------- | ---------------------------------------------------------------------------- | ---------------- |
| Dur C1            | H       |         | 40 (Norris, Vettel, Ricciardo, Gasly, Verstappen, Giovinazzi, Ocon, Russell) | Uscat            |
| Mediu C2          | M       |         | 36 (Grosjean)                                                                | Uscat            |
| Moale C3          | S       |         | 13 (Sainz)                                                                   | Uscat            |

## Context

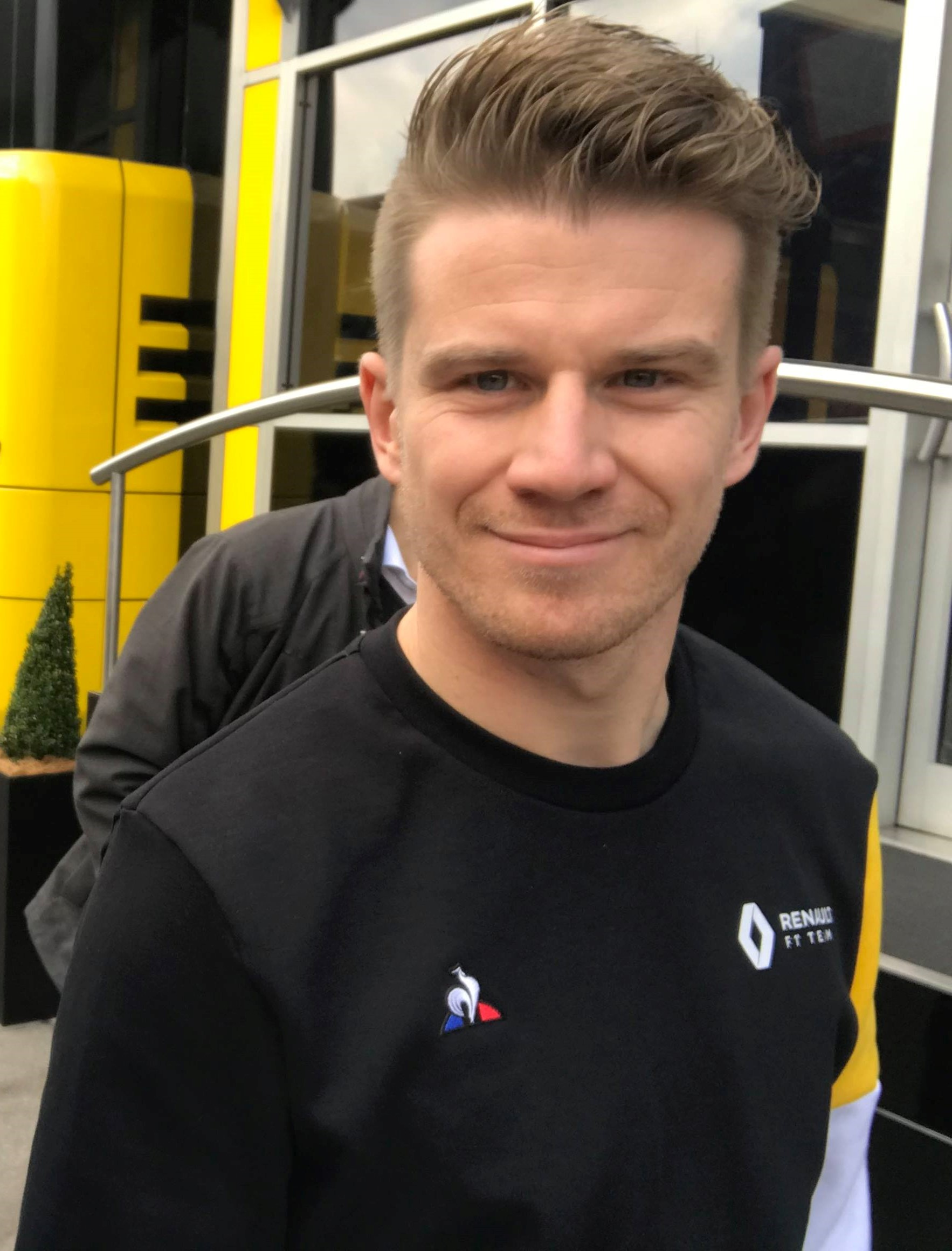
Nico Hülkenberg l-a înlocuit pe Sergio Pérez

După cea de-a treia etapă de la Marele Premiu al Ungariei din 2020 campionul en titre, Lewis Hamilton cu 63 de puncte, conduce campionatul cu cinci puncte peste coechipierul său, Valtteri Bottas, iar Max Verstappen cu încă 25 de puncte în urmă. Campionul din sezonul trecut la constructori, Mercedes, cu 121 de puncte, conduce campionatul peste Red Bull, care au 55. McLaren se situează cu 14 puncte în spatele lor și sunt doar cu un punct peste Racing Point, care au 40 de puncte, în timp ce Ferrari se află pe locul 5 cu 27 de puncte. Williams este singura echipă fără punct, care se îndreaptă în cursă.

### Schimbări la piloți
Cu o zi înainte de weekendul cursei, pilotul echipei Racing Point, Sergio Pérez, a fost testat pozitiv pentru coronavirus și a fost exclus din weekendul cursei. El a fost înlocuit de Nico Hülkenberg care a concurat pentru predecesoarea echipei, Force India, în 2012 și în perioada 2014-2016, și a participat ultima dată în Formula 1 la Marele Premiu de la Abu Dhabi din 2019.

## Calificări

### Q1
Deși au existat 60% șanse de ploaie înainte de calificări, toate cele trei sesiuni s-au desfășurat pe vreme uscată. George Russell a fost investigat de către comisarii de cursă pentru că nu a încetinit sub steagurile galbene duble și a primit o penalizare de cinci locuri pe grilă. La final, cei cinci piloți eliminați în Q1 au fost Kevin Magnussen, Antonio Giovinazzi, Kimi Räikkönen, Romain Grosjean și Latifi - întrucât atât Giovinazzi, cât și Raikkonen nu au reușit să treacă de Q1, Alfa Romeo a rămas singura echipă care nu a ajuns în Q2 (a doua sesiune de calificări) în 2020.

### Q2
Două strategii diferite au fost utilizate în Q2, atât Mercedes, Red Bull, Racing Point, cât și unul dintre Ferrari - cel al lui Charles Leclerc - încercând să intre în Q3 (a treia sesiune de calificări) pe anvelopa compusă medie, mai potrivită pentru cursă; și celelalte echipe care folosesc compusul moale datorită primelor zece piloți calificați care trebuie să pornească pe anvelopa folosită în Q2. La începutul sesiunii, liderul campionatului mondial, Lewis Hamilton s-a rotit în virajul 7; Steagurile roșii au fost în curând fluturate, deoarece Hamilton adusese pietrișul înapoi pe pistă cu el. După reluarea sesiunii, Hamilton și coechipierul său de la Mercedes, Valtteri Bottas, au stabilit o secundă față de restul grilei. Nu toți cei care folosesc anvelopele medii au reușit să ajungă în Q3 - Alexander Albon de la Red Bull și pilotul de înlocuire al Racing Point, Nico Hülkenberg, nu au reușit. Lance Stroll în locul 10 și Pierre Gasly în locul 11 au stabilit același timp, dar Stroll a setat timpul înaintea francezului, acesta din urmă în AlphaTauri a fost consemnat să iasă în Q2. La finalul sesiunii, piloții eliminați au fost Gasly, Albon, Hulkenberg, Daniil Kveat și Russell.

### Q3
În timp ce mașinile au fost trimise, a existat un incident la boxe dintre Leclerc, Stroll și Daniel Ricciardo, cu Stroll plângându-se că Ferrari și-a eliberat pilotul într-o manieră nesigură - comisarii de cursă, după ce au investigat problema, au decis să nu ia măsuri. În primul set de tururi, Hamilton a doborât recordul cu 1:24.616, coechipierul său fiind de 0.15 secunde în spate. Apoi, Hamilton și-a înregistrat propriul record de tură câteva minute mai târziu, înregistrând un 1:24.303 pentru a-și asigura pole positon, iar Bottas a obținut locul doi, cu 0,3 secunde în spate. Max Verstappen, unul dintre ultimii care a trecut linia, a fost al treilea cel mai rapid, la o secundă în spatele lui Hamilton. Restul primilor 10 au fost: Leclerc, Lando Norris, Stroll, Carlos Sainz Jr., Ricciardo, Esteban Ocon și Sebastian Vettel.
A fost cel de-al 91-lea pole position din carieră pentru Hamilton, iar al șaptelea în jurul circuitului Silverstone.

### Clasament

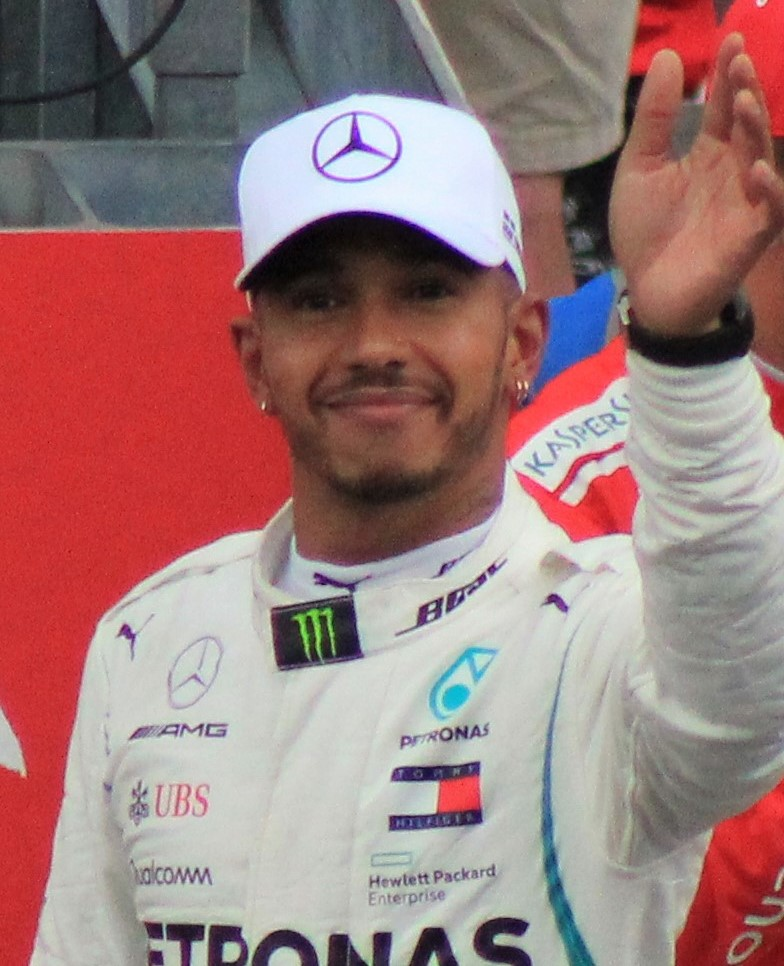
Lewis Hamilton a reușit cel de-al treilea pole position consecutiv

| Poz.                  | Nr. | Pilot              | Constructor               | Timpi calificări | Timpi calificări | Timpi calificări | Grila finală |
| Poz.                  | Nr. | Pilot              | Constructor               | Q1               | Q2               | Q3               | Grila finală |
| --------------------- | --- | ------------------ | ------------------------- | ---------------- | ---------------- | ---------------- | ------------ |
| 1                     | 44  | Lewis Hamilton     | Mercedes                  | 1:25,900         | 1:25,347         | 1:24,303         | 1            |
| 2                     | 77  | Valtteri Bottas    | Mercedes                  | 1:25,801         | 1:25,015         | 1:24,616         | 2            |
| 3                     | 33  | Max Verstappen     | Red Bull Racing-Honda     | 1:26,115         | 1:26,144         | 1:25,325         | 3            |
| 4                     | 16  | Charles Leclerc    | Ferrari                   | 1:26,550         | 1:26,203         | 1:25,427         | 4            |
| 5                     | 4   | Lando Norris       | McLaren-Renault           | 1:26,855         | 1:26,420         | 1:25,782         | 5            |
| 6                     | 18  | Lance Stroll       | Racing Point-BWT Mercedes | 1:26,243         | 1:26,501         | 1:25,839         | 6            |
| 7                     | 55  | Carlos Sainz Jr.   | McLaren-Renault           | 1:26,715         | 1:26,149         | 1:25,965         | 7            |
| 8                     | 3   | Daniel Ricciardo   | Renault                   | 1:26,677         | 1:26,339         | 1:26,009         | 8            |
| 9                     | 31  | Esteban Ocon       | Renault                   | 1:26,396         | 1:26,252         | 1:26,209         | 9            |
| 10                    | 5   | Sebastian Vettel   | Ferrari                   | 1:26,469         | 1:26,455         | 1:26,339         | 10           |
| 11                    | 10  | Pierre Gasly       | AlphaTauri-Honda          | 1:26,343         | 1:26,501         | N/A              | 11           |
| 12                    | 23  | Alexander Albon    | Red Bull Racing-Honda     | 1:26,565         | 1:26,545         | N/A              | 12           |
| 13                    | 27  | Nico Hülkenberg    | Racing Point-BWT Mercedes | 1:26,327         | 1:26,566         | N/A              | 13           |
| 14                    | 26  | Daniil Kveat       | AlphaTauri-Honda          | 1:26,774         | 1:26,744         | N/A              | 19           |
| 15                    | 63  | George Russell     | Williams-Mercedes         | 1:26,732         | 1:27,092         | N/A              | 20           |
| 16                    | 20  | Kevin Magnussen    | Haas-Ferrari              | 1:27,158         | N/A              | N/A              | 14           |
| 17                    | 99  | Antonio Giovinazzi | Alfa Romeo Racing-Ferrari | 1:27,164         | N/A              | N/A              | 15           |
| 18                    | 7   | Kimi Räikkönen     | Alfa Romeo Racing-Ferrari | 1:27,366         | N/A              | N/A              | 16           |
| 19                    | 8   | Romain Grosjean    | Haas-Ferrari              | 1:27,643         | N/A              | N/A              | 17           |
| 20                    | 6   | Nicholas Latifi    | Williams-Mercedes         | 1:27,705         | N/A              | N/A              | 18           |
| Regula 107%: 1:31,807 |     |                    |                           |                  |                  |                  |              |
| Sursa:                |     |                    |                           |                  |                  |                  |              |

Note

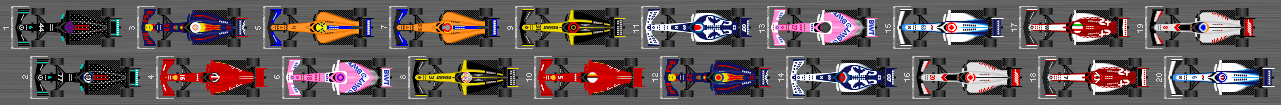
Grila de start.

- ^1 – Kveat a fost penalizat cu 5 locuri pentru o schimbare neprogramată a cutiei de viteze.
- ^2 – Russell a fost penalizat cu 5 locuri pe grila de start pentru că nu a respectat steagul galben dublu în timpul calificărilor.

## Cursa

### Raportul cursei
Echipa Racing Point nu a reușit să pornească motorul lui Nico Hülkenberg în garaj, forțându-l să iasă din cursă înainte de turul de formare. Investigațiile au arătat că un șurub de ambreiaj a eșuat și s-a desprins în sistemul de transmisie.
Cursa a început cu o coliziune între Alex Albon și Kevin Magnussen, acesta din urmă terminând cu trei roți în pietriș în virajul final. Magnussen a lovit bordura și a intrat în larg ceea ce i-a permis lui Albon o șansă, dar danezul a revenit iar Albon i-a acroșat roata dreapta-spate și contactul i-a adus o penalizare de cinci secunde. Accidentul lui Magnussen a adus primul safety car pe circuit.
Albon s-a oprit deja la boxe pentru cauciucurile dure iar restul grilei a urmat exemplul sub mașina de siguranță, scoasă din nou din cauza unui accident spectaculos al lui Daniil Kveat. Rusul a pierdut controlul intrând în Maggots cu viteză mare, roata dreapta-spate suferind o pană, și a suferit un impact puternic în barieră.
Având în vedere locația ciudată a incidentului, a fost nevoie de șase tururi pentru a muta mașina, oferind întregii grile șansa de a opta pentru cauciucuri dure până la final. Singurul pilot care nu a făcut acest lucru a fost Romain Grosjean care a rămas pe anvelope medii, dar a fost un joc de noroc care nu i-a adus câștig.
În turul 50, Valtteri Bottas a suferit o pană la roata stânga-față iar Verstappen, care s-a menținut pe locul 3 majoritatea cursei la 10 secunde în spatele finlandezului, a profitat și a intrat la boxe pentru a monta pneurile soft pentru a-și asigura cel mai rapid tur al cursei, ajutat și de distanța față de pilotul din spate, Charle Leclerc. Bottas a intrat la boxe și a căzut în afara punctelor în urma incidentului.
Dintr-o dată, o cursă care arăta ca o croazieră lină pentru Hamilton a dat loc unui punct culminant. Același lucru care i se întâmplase coechipierului său l-a lovit și pe el. Avea puțin peste doi kilometri și un avantaj de 30 de secunde pentru a merge pe trei roți, în timp ce Verstappen era pe anvelope moi setând cel mai rapid tur al cursei.
Hamilton a păstrat anvelopa în formă și a fost capabil să se îndrepte pe trei roți spre sectorul final, un avantaj de 30 de secunde fiind șters în bucăți imense. Verstappen putea vedea Mercedes-ul în timp ce ieșea din Stowe, dar nu a fost suficient. Hamilton a trecut de linia de sosire cu mai puțin de șase secunde peste Verstappen, iar Charles Leclerc a completat podiumul.

### Clasament
| Poz.                                                                            | Nr. | Pilot              | Constructor               | Tururi | Timp/Retras | Puncte |
| ------------------------------------------------------------------------------- | --- | ------------------ | ------------------------- | ------ | ----------- | ------ |
| 1                                                                               | 44  | Lewis Hamilton     | Mercedes                  | 52     | 1:28:01.283 | 25     |
| 2                                                                               | 33  | Max Verstappen     | Red Bull Racing-Honda     | 52     | +5.856s     | 19     |
| 3                                                                               | 16  | Charles Leclerc    | Ferrari                   | 52     | +18.474s    | 15     |
| 4                                                                               | 3   | Daniel Ricciardo   | Renault                   | 52     | +19.650s    | 12     |
| 5                                                                               | 4   | Lando Norris       | McLaren-Renault           | 52     | +22.277s    | 10     |
| 6                                                                               | 31  | Esteban Ocon       | Renault                   | 52     | +26.937s    | 8      |
| 7                                                                               | 10  | Pierre Gasly       | AlphaTauri-Honda          | 52     | +31.188s    | 6      |
| 8                                                                               | 23  | Alexander Albon    | Red Bull Racing-Honda     | 52     | +32.670s    | 4      |
| 9                                                                               | 18  | Lance Stroll       | Racing Point-BWT Mercedes | 52     | +37.311s    | 2      |
| 10                                                                              | 5   | Sebastian Vettel   | Ferrari                   | 52     | +41.857s    | 1      |
| 11                                                                              | 77  | Valtteri Bottas    | Mercedes                  | 52     | +42.167s    |        |
| 12                                                                              | 63  | George Russell     | Williams-Mercedes         | 52     | +52.004s    |        |
| 13                                                                              | 55  | Carlos Sainz Jr.   | McLaren-Renault           | 52     | +53.370s    |        |
| 14                                                                              | 99  | Antonio Giovinazzi | Alfa Romeo Racing-Ferrari | 52     | +54.205s    |        |
| 15                                                                              | 6   | Nicholas Latifi    | Williams-Mercedes         | 52     | +54.549s    |        |
| 16                                                                              | 8   | Romain Grosjean    | Haas-Ferrari              | 52     | +55.050s    |        |
| 17                                                                              | 7   | Kimi Räikkönen     | Alfa Romeo Racing-Ferrari | 51     | +1 tur      |        |
| Ab                                                                              | 26  | Daniil Kveat       | AlphaTauri-Honda          | 11     | Accident    |        |
| Ab                                                                              | 20  | Kevin Magnussen    | Haas-Ferrari              | 1      | Accident    |        |
| NS                                                                              | 27  | Nico Hülkenberg    | Racing Point-BWT Mercedes | 0      | Motor       |        |
| Cel mai rapid tur: Max Verstappen (Red Bull Racing-Honda) – 1:27,097 (turul 52) |     |                    |                           |        |             |        |
| Sursa:                                                                          |     |                    |                           |        |             |        |

| Loc    | 1  | 2  | 3  | 4  | 5  | 6 | 7 | 8 | 9 | 10 | CMRT |
| Puncte | 25 | 18 | 15 | 12 | 10 | 8 | 6 | 4 | 2 | 1  | 1    |

Note

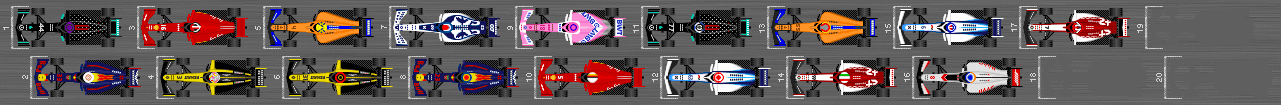
Clasamentul final.

- ^1 – Include un punct pentru cel mai rapid tur.
- ^2 – Giovinazzi a fost penalizat cu 5 secunde pentru că nu a încetinit în spatele mașinii de siguranță.

## Clasamentele campionatelor după cursă
|        | Poz. | Pilot           | Puncte |
| ------ | ---- | --------------- | ------ |
|        | 1    | Lewis Hamilton  | 88     |
|        | 2    | Valtteri Bottas | 58     |
|        | 3    | Max Verstappen  | 52     |
|        | 4    | Lando Norris    | 36     |
| 1      | 5    | Charles Leclerc | 33     |
| Sursa: |      |                 |        |

|        | Poz. | Constructor               | Puncte |
| ------ | ---- | ------------------------- | ------ |
|        | 1    | Mercedes                  | 146    |
|        | 2    | Red Bull Racing-Honda     | 78     |
|        | 3    | McLaren-Renault           | 51     |
| 1      | 4    | Ferrari                   | 43     |
| 1      | 5    | Racing Point-BWT Mercedes | 42     |
| Sursa: |      |                           |        |

- Notă: Doar primele cinci locuri sunt prezentate în ambele clasamente.